# 유한나 (미스코리아)
유한나(1982년 8월 27일 ~ )는 대한민국 2007 미스 서울 미(美) 출신 디자이너다.

## 이력

### 주요 이력
서울에서 출생하였으며 2007 미스코리아 서울 미(美)에 입상하였다. 신장은 176cm이고 체중은 52kg다.

### 주요 경력
- 2007年度 미스코리아 서울 美.
- 2007年度 제36회 미스 인터콘티넨털 선발대회 2위.

### 학력
- 이화여자대학교 의류직물학과(부전공: 소비자학) 학사